# Štěpán Trochta
 Štěpán Trochta S.D.B. (Francova Lhota, Vsetín, 26 de març de 1905 - Litoměřice, 6 d'abril de 1974) va ser un bisbe txec de l'Església Catòlica, que patí primer la persecució dels nazis i després del règim comunista de la República Democràtica Txecoslovaca. Durant els seus darrers anys va ser cardenal in pectore.

## Biografia
Va néixer a Francova Lhota el 26 de març de 1905. Va rebre l'ordenació sacerdotal a Torí, on havia completat els seus estudis a l'Institut Filosòfic Salesià, el 29 de juny de 1932. Va ser minyó escolta Junák quan era un religiós salesià. Enviat a Moràvia, va haver d'interrompre la seva activitat didàctica i organitzativa després de l'ocupació nazi de Txecoslovàquia. Durant la guerra va ser un cap de la resistència. Després de l'atemptat contra Reinhard Heydrich, el governador nazi del Protectorat de Bohèmia i Moràvia, va ser detingut, torturat i empresonat als camps de Mauthausen i Dachau, on va sobreviure miraculosament.
El papa Pius XII el nomenà bisbe de Litoměřice el 1947; tot i que el règim comunista txec li impedí realitzar la seva activitat episcopal. Entre 1948 i 1949 va ser el portaveu de la Conferència Episcopal Txecoslovaca en les negociacions amb el govern comunista. El 1953 va ser detingut pel Servei de Seguretat Txecoslovac, i després d'un judici de dos dies, el Tribunal Suprem el sentencià a 25 anys d'empresonament per espiar pel Vaticà. Va ser amnistiat el 1960, sent alliberat de la presó, però se li prohibí realitzar tota activitat pastoral. El 1969 el Papa Pau VI el nomenà cardenal in pectore, fent-se públic el 1973.
Va morir el 6 d'abril de 1974 a Litoměřice.

## Honors
Cavaller de III Classe de l'orde de Tomáš Garrigue Masaryk (1992)